# Equideow
Equideow (en anglais Howrse) est un jeu d'élevage en free-to-play accessible par navigateur, créé en 2005 par le studio Owlient, depuis racheté par Ubisoft. Ce jeu de simulation propose aux joueurs d'élever des chevaux et des ânes ainsi que de gérer un centre équestre. Disponible dans une vingtaine de langues, Equideow est conçu comme un jeu adapté à un public de jeunes filles, bien qu'il attire aussi des garçons. La possibilité de dépenser de l'argent réel dans ce jeu a souvent été critiquée.

## Système de jeu
Equideow est à la fois un jeu d'élevage de chevaux et un jeu de gestion de centre équestre. L'inscription est gratuite, le joueur peut découvrir tous les aspects sans dépenser d'argent. Comme beaucoup de jeux de ce type, Equideow est accusé d'être un pay-to-win, même si, théoriquement, réussir dans ce jeu ne demande pas de débourser d'argent réel. Le joueur a le choix entre deux mondes à son inscription, Ouranos et Gaïa. Il lui est interdit d'avoir plusieurs comptes dans le même monde. La monnaie virtuelle du jeu s'appelle les equus. Il y a aussi un important aspect communautaire, Equideow disposant de forums où les passionnés de chevaux se retrouvent pour discuter.
Le joueur apprend à devenir éleveur de chevaux et à s'occuper de son animal virtuel en lui donnant de la nourriture et en le soignant. Dans un second temps, le jeu propose de participer à des entraînements équestres qui donnent accès à des compétitions. Le but du jeu est de posséder le centre équestre le plus prestigieux, et d'améliorer sa position dans les différents classements (prenant en compte le nombre des chevaux, leurs compétences que le joueur peut augmenter en les entraînant, leur âge, etc) les différentes catégories du classement général étant régulièrement mises à jour. Il existe, hors du classement général, les classements des meilleurs centres équestres, des meilleurs chevaux, des trophées et des compétitions.

### Élevage

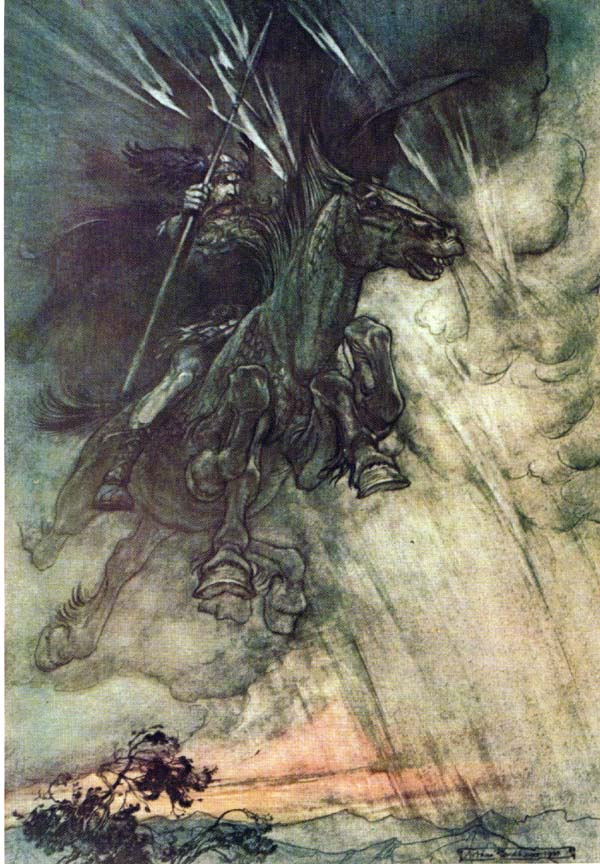
Sleipnir, cheval de la mythologie nordique, a inspiré un cheval du même nom présent sur tous les serveurs du jeu.

La possibilité de base du jeu est celle d'élever des équidés inspirés d'animaux réels ou légendaires (cheval, poney, âne, licorne, pégase et même chevaux de trait). Pour compléter son inscription, le joueur choisit un premier cheval ou poney parmi une liste de races. L'arbre généalogique permet de consulter les ascendants de chaque cheval sur deux générations. Les joueurs ont aussi à gérer la reproduction et l'amélioration génétique des poulains. Lorsqu'ils font naître un poulain, sa robe est déterminée au hasard parmi les probabilités au sein de sa race. De nouvelles races de chevaux sont régulièrement introduites parmi les possibilités offertes dans le jeu. Les joueurs peuvent faire le commerce de leurs chevaux, en les vendant à d'autres joueurs. Chaque cheval vieillit de deux mois par journée de jeu. Si le joueur ne se connecte pas, ses chevaux sont « gelés » et il les retrouvera dans le même état que s'il s'était connecté le lendemain de sa dernière connexion.
Les ânes ont été introduits dans le jeu pour offrir un objectif d'élevage différent aux joueurs, en baissant le potentiel génétique à chaque génération. Les chevaux peuvent se changer en pégases avec l'objet spécial « sang de Méduse », provenant du marché noir. Des licornes ont une petite chance de naître si une saillie est effectuée sous certaines conditions. Des chevaux divins rares, inspirés de la mythologie, peuvent être obtenus par les joueurs. Ainsi, on y retrouve des « Sleipnir », qui ne peuvent pas se reproduire.

### Gestion de centre équestre
Le joueur gère son centre équestre, y compris le personnel qu'il emploie dans celui-ci. Il existait avant[Quand ?] des métiers, qui sont maintenant remplacés par un salaire quotidien de 100 équus (la monnaie du jeu). Si le joueur se connecte tous les jours, il évolue en ancienneté.
Lors de la création du centre équestre, le joueur peut choisir sa localisation, dont dépend le gain qu'apporte le Centre a son propriétaire, ainsi que sa spécialité (Classique ou Western)

### Cartes
Les cartes Equideow sont disponibles dans trois langues. Chacune contient un code qui débloque un objet dans le jeu, et possède une côte de rareté, : standard, rare ou mythique. Certaines ont un usage unique, d'autres ont un effet dans le temps. Certains effets dans le jeu ne peuvent être obtenus que par des cartes, en revanche certaines cartes sont destinées uniquement à la collection, et n'ont aucun effet sur le jeu.
Ces cartes ne sont plus en vente, néanmoins d'autres reviennent par le biais de concours. On ne peut les obtenir que virtuellement[réf. nécessaire].

## Développement

### Développement du jeu
En 2005, deux étudiants en informatique, Vincent Guth et Olivier Issaly, créent le studio Owlient, puis mettent fin à leurs études en 2006 afin de pouvoir consacrer davantage de temps à leur création,.
Equideow, est mis en ligne le même jour que la création officielle du studio Owlient, le 8 septembre 2005. Il devient l'un des premiers jeux à proposer des micropaiements. D'autres versions d'Equideow voient le jour dans de nombreuses langues. Le site officiel d'Owlient affirme que ce jeu est disponible dans 24 langues (en 2015). En 2008, le studio devient partenaire de Gut Aiderbichl, un groupe de protection animale allemand. Les joueurs pouvaient faire un don via Equideow pour soutenir financièrement cette association. Plus tard, la même année, Owlient annonce avoir récolté plus de 7 500 € de cette manière,. Pour Noël 2008, le studio permet la mise en vente, en plus des objets in-game, de réelles cartes à collectionner,. En octobre et novembre 2009, deux produits dérivés sont commercialisés : un jeu de société intitulé « la course au prestige », et un guide officiel. En 2010, 25 000 € supplémentaires sont levés et donnés à Gut Aiderbichl.
En juillet 2011, Ubisoft acquiert Owlient dans le but d'étendre son offre de free-to-play, pour un peu moins de 10 millions d'euros. Le 9 février 2014, le jeu est rendu disponible sur la plate-forme Android. L'été 2015, un petit événement festival est organisé dans Equideow.

### Implication de personnalités du monde équestre
Le jeu est salué par plusieurs personnalités influentes du monde équestre, qui sont apparues sur la page d'accueil des différentes versions d’Equideow pour donner des avis et des conseils. Meredith Michaels-Beerbaum est apparue en 2009 dans la version internationale Howrse, tandis que son beau-frère Ludger Beerbaum est apparu dans la version allemande en 2008. Le cavalier français Nicolas Touzaint est apparu sur la version française,, et a été interviewé par l'équipe d'Owlient en 2010. En 2014, il est annoncé que Zara Phillips apparaîtra sur la version britannique du jeu. Contrairement aux autres personnalités, elle n'apparaît pas seulement sur la page d'accueil, mais aussi sous la forme d'une figurine qui donne des conseils aux joueurs. Cela fait de Zara Phillips la première membre de la famille royale britannique à apparaître dans un jeu vidéo,. Les joueurs ont notamment l’occasion de croiser sa monture olympique High Kingdom dans le jeu.

## Postérité

### Critiques
Les achats en jeu sont souvent l'objet de critiques dans différents médias. Les thématiques équestres attirent un public jeune. Ces critiques font valoir que cela représente une tentation pour eux de gaspiller de l'argent. Le centre d'information consommateurs de Rhénanie-du-Nord-Westphalie (Allemagne) s'est prononcé en 2009 contre le système des jeux free-to-play en citant nommément Equideow comme exemple parmi d'autres. Des critiques ont notamment visé les conseils des personnalités du monde équestre, comme Ludger Beerbaum, disant qu'Equideow est très simple et ne pose pas de problème de jouabilité aux plus jeunes (« das "denkbar einfache" Spiel, das "problemlos auch für jüngere Spieler" zu nutzen sei »). En 2011, le magazine télévisé Frontal21 a cité l'exemple d'une jeune fille qui a appelé un numéro surtaxé 267 fois pour obtenir des pass en jeu, sans en avertir ses parents.

### Communauté
Selon la coordinatrice marketing d'Owlient, Equideow cible un public de jeunes âgés de 13 à 18 ans, qui ne peuvent pas avoir accès aux chevaux. En 2010, Equideow avait plus de 12 millions de joueurs réguliers dans le monde - 5 millions sur les versions française et anglaise, respectivement, et 1,6 million sur la version allemande. Près de 2 millions de nouveaux joueurs s'inscrivent chaque mois,. D'après la page d'accueil d'Owlient en 2014, 55 millions de personnes joueraient à Equideow dans le monde. Une étude publiée en 2011 montre que des hommes y jouent également, particulièrement dans des pays comme le Brésil, le Portugal et l'Espagne, où environ la moitié des joueurs sont des hommes. Dans les autres pays, les joueuses représentent environ 90 % de la communauté,. En 2009, une étude détaillée sur la communauté des joueurs allemands est parue. Environ 7 % d'entre eux ont moins de 10 ans. 55 % ont entre 10 et 15 ans. Les joueurs de 13 ans sont les plus nombreux. 11 % des joueurs allemands ont entre 20 et 30 ans, 7 % ont plus de 30 ans.
Une particularité de ce jeu, que l'on retrouve par exemple dans TrackMania, est de permettre aux joueurs eux-mêmes de créer du nouveau contenu. En l’occurrence, les joueurs peuvent pratiquer des croisements de chevaux pour mêler et augmenter les compétences de ceux-ci, qui seront ensuite vendues aux enchères via le système de micro-paiement.

### Récompenses et reconnaissance
En février 2009, Equideow a remporté le prix du jeu par navigateur de l'année pour 2008, dans la catégorie du « meilleur jeu de simulation d'entreprise ». Il a remporté la même compétition en plus de l'Audience Award. En mars 2011, Equideow a été réélu jeu par navigateur de l'année, cette fois dans la catégorie « relations communautaires ». Le Syndicat national du jeu vidéo (SNJV) le considère comme un titre-phare, et l'un des grands succès français du jeu par navigateur.

### Traductions
- (en)/(de) Cet article est partiellement ou en totalité issu des articles intitulés en anglais « Howrse » (voir la liste des auteurs) et en allemand « Howrse » (voir la liste des auteurs).